# 3114 Ercilla
A 3114 Ercilla (ideiglenes jelöléssel 1980 FB12) a Naprendszer kisbolygóövében található aszteroida. C. Torres fedezte fel 1980. március 19-én.